# Římskokatolická farnost Horní Břečkov
Římskokatolická farnost Horní Břečkov je územní společenství římských katolíků s farním kostelem svatého Klimenta ve vranovském děkanství.

## Historie farnosti
První písemnou historickou zmínkou o obci je listina pocházející z roku 1323. Kostel patří k nejstarším na jižní Moravě. Původně na místě kostela stála kaple zvaná Zwölferin, která byla roku 1748 přestavěna. Při přestavbě byl v kostelní zdi objeven kámen s vytesaným letopočtem 1198.

## Duchovní správci
Farnost spravuje FATYM. Od 1. října 2008 byl administrátorem excurrendo in spiritualibus P. Mgr. Jindřich Čoupek.
Jde o člena farního týmu FATYM. Od podzimu 2019 byl ustanoven administrátoren excurrendo R. D. Mgr. Marek Coufal.
FATYM je společenství katolických kněží, jáhnů a jejich dalších spolupracovníků. Působí v brněnské diecézi od roku 1996. Jedná se o společnou správu několika kněží nad větším množstvím farností za spolupráce laiků. Mimo to, že se FATYM stará o svěřené farnosti, snaží se jeho členové podle svých sil vypomáhat v různých oblastech pastorace v Česku.

## Bohoslužby
| Kostel           | Místo         | Bohoslužba (den) | Hodina                                                            | Poznámka        |
| ---------------- | ------------- | ---------------- | ----------------------------------------------------------------- | --------------- |
| svatého Klimenta | Horní Břečkov | sobota           | 17.00 (zimní čas)/18.00 (letní čas) 1x za 14 dní (v lichém týdnu) | farní kostel    |
| svaté Terezie    | Lesná         |                  |                                                                   | filiální kostel |

## Aktivity ve farnosti
Dnem vzájemných modliteb farností za bohoslovce a bohoslovců za farnosti brněnské diecéze je 6. březen. Adorační den připadá na 7. října.
FATYM vydává čtyřikrát do roka společný farní zpravodaj (velikonoční, prázdninový, dušičkový a vánoční) pro farnosti Vranov nad Dyjí, Přímětice, Bítov, Olbramkostel, Starý Petřín, Štítary na Moravě, Chvalatice, Stálky, Lančov, Horní Břečkov, Prosiměřice, Vratěnín, Citonice, Šafov, Korolupy, Těšetice, Lubnice, Lukov, Práče a Vratěnín.
Ve farnosti se koná tříkrálová sbírka. V roce 2017 činil její výtěžek v Horním Břečkově 5 086 korun.